# Радмила Томовић
Радмила Томовић (Нови Сад, 14. мај 1971) српска је филмска, телевизијска и позоришна глумица.

## Биографија
Радмила Томовић је рођена у Новом Саду 14. маја 1971. године. Глуму је дипломирала на Академији драмских уметности у Новом Саду у класи професора Радета Марковића. Стални је члан Атељеа 212 од 2001. године.
Популарност је стекла улогом Наде у телевизијској серији Лисице из 2002. године.

## Филмографија
| Год.       | Назив                                 | Улога             |
| ---------- | ------------------------------------- | ----------------- |
| 1990-те    |                                       |                   |
| 1997.      | Горе доле                             | Библиотекарка     |
| 1998.      | Црвено, жуто, зелено... крени         |                   |
| 1998.      | Judgement of the Axe                  |                   |
| 2000-те    |                                       |                   |
| 2000.      | Оштрица бријача                       |                   |
| 2002.      | Фазони и Форе 2 (ТВ серија)           |                   |
| 2002.      | Т. Т. Синдром                         | млада Маргита     |
| 2002.      | Кордон                                | Бојана            |
| 2002-2003. | Лисице (ТВ серија)                    | Нада              |
| 2004-2006. | Стижу долари                          | Биљана Соколовић  |
| 2006.      | Прича о Џипсију Тролману              | Елза              |
| 2006.      | Сутра ујутро                          | Цеца              |
| 2006-2007. | Бела лађа                             | Констанца         |
| 2008.      | Чарлстон за Огњенку                   | Замна             |
| 2008.      | Вратиће се роде                       | Вулинова жена     |
| 2008.      | Наша мала клиника (Србија)            | Маријана          |
| 2009.      | Link: Personal Diary of a Work of Art | Actress           |
| 2010-те    |                                       |                   |
| 2011.      | Мирис кише на Балкану (ТВ серија)     | Маријана          |
| 2011.      | Што те нема                           | Биља              |
| 2016.      | Чорба од канаринца                    | Јеленин алтер его |

## Позориште
Атеље 212:
- Леда - Мелита
- Дивљи мед - Софија Јегоровна
- Чудо у Шаргану - Цмиља
- Фантоми - Мина
- Прича о Џипсију Тролману - Елза
- Краљ Лир - Регана
- Хитлер и Хитлер - Жена
- Дон Жуан у Сохоу - Елвира
- Прослава - Хелена
- Докле - Катарина

Народно позориште у Београду:
- Милева Ајнштајн - Вида

Звездара театар:
- Вечерас слушате - Вида

## Награде и признања
- „Награда Пеђа Томановић“ за најбољег студента драмског одсека
- Награде за најбољег младог глумца на фестивалима у Вршцу и Шапцу за улогу Пегин Мајкова у представи „Виловњак од западних страна“
- Награда „Ардалион“ за главну женску улогу на Фестивалу у Ужицу за улогу Мелите у представи „Леда“.